# Houston (stacja kolejowa)
Houston – stacja kolejowa w Houston, w stanie Teksas, w Stanach Zjednoczonych, obsługiwana przez Amtrak.
Spośród 19 stacji w Teksasie obsługiwane przez Amtrak, Houston była szóstą najbardziej ruchliwą w 2010, ze średnią 50 pasażerów dziennie.
Obecny dworzec, który został otwarty dla pasażerów, 26 października 1959 roku, został zbudowany przez Southern Pacific Railroad, który zastąpił były dworzec Grand Central, który był położony na wschód od obecnej lokalizacji. Stacja działa od 1 września 1934 roku i została sprzedana rządowi USA w 1959 roku, aby w tym miejscu wybudować główny urząd pocztowy. Grand Central Station, z kolei zastąpił oryginalny dworzec Houston & Texas Central z roku 1886. Kiedy Amtrak został stworzony była to jedna z dwóch stacji kolejowych, w Houston, która obsługiwała pociągi Amtrak, inne to Union Station, która jest obecnie częścią Minute Maid Park. Wszystkie pociągi Amtrak zostały przeniesione do Southern Pacific Station do końca lipca 1974 r., a wszystkie pociągi albo anulowano lub przekierowywano z Houston z wyjątkiem Sunset Limited. Ta stacja jest nadal własnością i jest zarządzana przez Southern Pacific Railroad nawet po utworzeniu Amtrak, i do dziś jest własnością i jest zarządzana przez Union Pacific Railroad od czasu fuzji z Southern Pacific i Union Pacific.
Trzecia stacja, Katy Railroad Depot, znajdowała się w górnej części wiaduktu Main Street, w pobliżu kampusu University of Houston–Downtown (UHD). Przestała być aktywną stacją dla pasażerów do końca 1958 r. i nigdy nie była obsługiwana przez Amtrak. Obecnie jest zniszczona, z wyjątkiem części toru, która nadal istnieje pod wiaduktem.
Gdy będzie istniała finansowa dostępność, stacja Amtrak zostanie zastąpione przez Houston Intermodal Transit Center, położony w północnej części miasta, na głównej linii Union Pacific Railroad. Planuje się wybudować znacznie większy budynek oraz zachowanie torów pod ziemię, podobne do projektu Penn Station w Nowym Jorku.